# جون برينان
 جون أوين برينان  (بالإنجليزية: John O. Brennan) (ولد 22 سبتمبر 1955) المدير السابق لوكالة المخابرات المركزية الأمريكية ،عمل ككبير مستشاري مكافحة الإرهاب للرئيس الأمريكي باراك أوباما ،عمل مدير مكتب الاستخبارات الأمريكية في السفارة الأمريكية بالرياض، درس سياسات الشرق الأوسط وتعلم اللغة العربية في الجامعة الأمريكية في القاهرة.
في 15 أغسطس 2018، ألغى الرئيس دونالد ترامب التصريح الأمني لجون برينان. واتهم البيت الأبيض برينان باستغلال تصريحه الأمني لإشاعة تصريحات كاذبة عن إدارة ترامب. وكان برينان قد وجه انتقادات كثيرة لإدارة ترامب في السابق. ورد برينان بأن هذا الفعل جزء من جهود ترامب لمنع حرية التعبير ومعاقبة المنتقدين.

## حياته العلمية
تخرج من جامعة فوردهام بدرجة البكالوريوس عام 1977، ودرس في الوقت ذاته في الجامعة الأمريكية في القاهرة، ثم أنهى دراسة الماجستير في علم السياسة عام 1980، ليتدرب في العام ذاته في مركز عمليات الاستخبارات المركزية الأمريكية، لينضم إلى الوكالة عام 1981.

## أعماله ومناصبه
- عمل بمنصب مسؤول سياسي في السفارة الأمريكية في السعودية عام 1982، واستمر به لمدة عامين.
- عمل منذ عام 1984، ولمدة خمسة أعوام، في مكتب التحليلات السياسية المختص بشؤون الشرق الأدنى وجنوب آسيا، والتابع لوكالة الاستخبارات المركزية.
- تولى مسؤولية الإشراف على تحاليل مكافحة الإرهاب عام 1990، وبقي في منصبه في قسم مكافحة الإرهاب التابع للاستخبارات المركزية، لمدة عامين.
- أسس جون وأدار مركز التحريات المسؤول عن التهديدات الإرهابية
- تولى الإشراف على تقرير الاستخبارات اليومي في البيت الأبيض في عام 1994 خلال تولي بيل كلينتون للرئاسة الأمريكية، واستمر في هذه الوظيفة لمدة عام، ليعمل بعدها عام 1996 كمساعد تنفيذي لرئيس وكالة الاستخبارات المركزية آنذاك، جورج تينيت.
- أصبح مدير فرع الاستخبارات المركزية في السعودية منذ عام 1996، ولغاية عام 1999، ليتسلم بعدها الإشراف على طاقم الوكالة لغاية عام 2001، ليصبح المدير التنفيذي للوكالة عام 2003.
- أسس وأدار مركز التحريات المسؤول عن التهديدات الإرهابية في 6 ديسمبر/كانون الأول عام 2004، وظل يعمل في مجال التحاليل السياسية لغاية عام 2008 حيث ساعد باراك أوباما في حملته الانتخابية.
- كان من المتوقع أن يستلم رئاسة وكالة الاستخبارات المركزية بعد فوز أوباما بالانتخابات، لكنه سحب ترشحه بسبب الانتقادات التي وجهت إليه بدعمه التقنيات المحسنة في استجواب الإرهابيين الضالعين في هجمات 11 سبتمبر/أيلول.
- عمل مستشاراً رئيسياً للرئيس باراك أوباما في شؤون الأمن القومي ومكافحة الإرهاب، حتى قام أوباما بترشيحه لتولي رئاسة وكالة الاستخبارات المركزية في 7 يناير/كانون الثاني عام 2013.

## روابط خارجية
- جون برينان على موقع IMDb (الإنجليزية)
- جون برينان على موقع الموسوعة البريطانية (الإنجليزية)
- جون برينان على موقع مونزينجر (الألمانية)
- جون برينان على موقع قاعدة بيانات الفيلم (الإنجليزية)